# 基金交流道
25°08′23″N 121°42′53″E / 25.139775°N 121.714727°E
基金交流道是位於臺灣基隆市安樂區的交流道，連接福爾摩沙高速公路（國道3號）、基隆港西岸聯外道路（台2己線）與基金一路（台2線），為國道三號的起點，也是台2己線的終點。
南下北上皆有入口匝道，但只有北上有出口匝道，南下無出口，指標為0.0k，與台2己線直通，可到達基隆港。
台2線東向轉基金交流道上國道三號，因南向匝道跨越武崙溪與住宅區，坡度爬升40公尺，行車需特別注意安全。
|  | 0 基金 |  | 萬里 基隆 |

## 鄰近公路
- 台62線：安樂端
- 台2線
- 台2己線

## 外部連結
- 國道三號基金交流道示意圖 （页面存档备份，存于）（交通部高速公路局）